# Кондуй
Конду́й (рос. Кондуй) — село у складі Борзинського району Забайкальського краю, Росія. Адміністративний центр Кондуйського сільського поселення.

## Населення
Населення — 610 осіб (2010; 891 у 2002).
Національний склад (станом на 2002 рік):
- росіяни — 99 %